# Andre Arendse
Andre Arendse (ur. 27 czerwca 1967 w Kapsztadzie) – bramkarz piłkarski, reprezentant RPA.
Reprezentował barwy takich klubów, jak Cape Town Spurs, Fulham FC (Anglia), Santos FC (RPA) i Mamelodi Sundowns, teraz zaś broni dostępu do bramki Supersport United. Jest również ekspertem w SuperSport, sportowym kanale w tym kraju.
Występował również w reprezentacji RPA. Był w jej składzie na Mistrzostwa Świata w roku 1998, jednak nie pojechał tam z powodu kontuzji. Grał za to na Mistrzostwach Świata 2002, a karierę międzynarodową zakończył w roku 2004.